# Snapchat
Snapchat là một ứng dụng tin nhắn bằng hình ảnh được phát triển bởi một nhóm sinh viên Đại học Stanford. Sử dụng ứng dụng này, người dùng có thể chụp ảnh, quay video, thêm văn bản và hình vẽ vào, và gửi chúng vào danh sách người nhận có kiểm soát. Những hình ảnh và video gửi được gọi là "Snaps". Người sử dụng thiết lập một giới hạn thời gian bao lâu người nhận có thể xem Snaps của họ (tính đến tháng 11 năm 2013, phạm vi là từ 1 đến 10 giây ), sau đó họ sẽ được ẩn từ thiết bị của người nhận và xóa khỏi máy chủ Snapchat.
Ngày 14 tháng 11 năm 2013, tờ Wall Street Journal đưa tin rằng công ty từ chối lời chào mua lại của Facebook với giá 3 tỷ đô la Mỹ.

## Tính năng
Tính đến tháng 7 năm 2013, giao diện của Snapchat, trên cả Android và các phiên bản iOS, bao gồm một nút tròn lớn nằm ở trung tâm của phần dưới màn hình, hai bên là hai bên bởi một hình ảnh của một hộp ba chiều trên phía bên tay trái, và một hộp sọc hai chiều ở phía bên tay phải. Phiên bản Snapchat 1,0-4,0 ban đầu đã có một chiếc áo khoác màu xanh bao gồm ba nút, mặc dù áo xanh đã bị loại bỏ trong phiên bản 5.0.
Nút tròn lớn là nút camera. Bằng cách nhấn nút một lần, ứng dụng sẽ tạo ra một hình ảnh. Sau đó người dùng có thể tiến hành thay đổi hình ảnh, bằng cách áp dụng văn bản và/hoặc mực vẽ lên hình ảnh, trước khi gửi nó đi đến một danh sách người nhận có kiểm soát. Bằng cách giữ nút, ứng dụng sẽ thay vì ghi lại một đoạn video ngắn kéo dài lên đến 10 giây đó, giống như một hình ảnh, có thể có văn bản áp dụng cho nó bởi người sử dụng, trước khi nó được gửi đi. Hình ảnh và video có thể được ghi lại bởi người gửi trước khi gửi bằng cách nhấn vào mũi tên màu trắng ở góc dưới cùng bên trái.
Hộp sọc hai chiều ở phía bên tay phải của giao diện đưa người dùng đến danh sách liên lạc của họ, cho phép người dùng xem bạn bè Snapchat của họ và tìm bạn bè từ danh bạ điện thoại của họ. Trước đây trên các phiên bản Snapchat 1.0-4.0, nút này phục vụ như là một trình đơn tùy chọn. Nhấn vào ô này sẽ mang đến một menu lựa chọn ba, cho phép người dùng xem hoặc bạn bè của họ, tìm bạn bè từ danh bạ điện thoại của họ, hoặc để điều chỉnh các thiết lập của ứng dụng, về các vấn đề như các thiết lập thông báo, và những người có thể gửi cho người dùng Snaps.
Hộp ba chiều ở phía bên tay trái của giao diện người dùng có Snapchat đến một menu cho thấy người sử dụng các snaps anh/cô ấy đã được gửi đi bởi người dùng Snapchat khác, cùng với các snaps mà người dùng đã gửi đến người dùng khác. Người dùng được thông báo bằng văn bản bất cứ khi nào một ảnh chụp nhanh của họ đã được xem hay không, và liệu nó đã được screenshotted hay không. Người sử dụng xem Snaps gửi đến chúng bằng cách sử dụng Snapchat khác bằng cách nhấn và giữ vào các hình ảnh hoặc video. Hình ảnh hoặc video sẽ tiếp tục cho các thiết lập thời gian trước khi nó được dỡ bỏ. Như của phiên bản 5.0, trình đơn tùy chọn Snapchat được truy cập bằng cách truy cập menu Snaps, và sau đó nhấn vào bánh răng ở góc trên cùng bên phải của trình đơn Snaps.
Trong thời gian xem, người nhận phải duy trì liên lạc với màn hình cảm ứng của thiết bị, do đó cản trở khả năng của người sử dụng để có một ảnh chụp màn hình, mà được cho phép. Người gửi cũng được thông báo bằng Ảnh chụp nếu người nhận có một ảnh chụp màn hình. Tuy nhiên, nó có thể cho người sử dụng để vượt qua cơ chế này, ví dụ, chụp ảnh của điện thoại với máy ảnh khác, hoặc bằng cách vô hiệu hóa chức năng thông báo thông qua một sửa đổi của nhị phân Snapchat, hơn nữa, chạy các ứng dụng Snapchat trong một mô phỏng sẽ bỏ qua tất cả các hạn chế. Sau khi thời gian cài hết hạn, hình ảnh được ẩn từ các thiết bị và máy chủ của công ty.
Người sáng lập Evan Spiegel giải thích rằng Snapchat được thiết kế để chống lại xu hướng của người sử dụng bị buộc phải quản lý một danh sách trực tuyến của mình, ông cho rằng đã "thực hiện tất cả những niềm vui trong giao tiếp". Snapchat có thể xác định vị trí bạn bè của người dùng thông qua danh sách liên lạc trên điện thoại của mình. Nghiên cứu tiến hành tại Anh cho thấy, tính đến tháng 6 năm 2013, một nửa số người trả lời từ 18 đến 30 tuổi (47 phần trăm) đã nhận được hình ảnh khỏa thân, trong khi 67 phần trăm đã nhận được hình ảnh của "tư thế, cử chỉ đúng mực".
Snapchat đưa ra các video "Câu chuyện Snapchat " vào đầu tháng 10 năm 2013 và phát hành quảng cáo video tương ứng với khẩu hiệu "Đó là về thời gian." Tính năng này cho phép người dùng tạo ra các liên kết của nội dung chia sẻ có thể được xem không giới hạn số lần trong khoảng thời gian 24 giờ. Các "câu chuyện" đồng thời chia sẻ với bạn bè của người dùng và nội dung còn lại trong 24 giờ trước khi biến mất.
Năm 2017 Snapchat ra mắt tính năng Snap Map cho phép người dùng chia sẻ và xem vị trí của nhau, tìm kiếm bạn bè lân cận. Tính năng Snap Map có 2 chế độ xem là bản đồ thường và bản đồ vệ tinh.

## Bê bối

### Bản đồ đường lưỡi bò xuất hiện
Trong bản cập nhật mới nhất của Snapchat trên hệ điều hành Android (1/11) và iOS (31/10) nhiều người dùng Việt Nam đã phát hiện Đường chín đoạn hay còn gọi là đường lưỡi bò phi pháp xuất hiện trên tính năng bản đồ Snap Map ở các phiên bản trước đó thì không. Cộng đồng đông đảo người dùng tại Việt Nam đang kêu gọi bỏ đường đứt đoạn trên bản đồ và ngưng sử dụng Snapchat để bày tỏ sự phản đối.